# Benne à ordures ménagères
Pour les articles homonymes, voir BOM.
Une benne à ordures ménagères (BOM) est un caisson où l'on place les ordures ménagères et qui est aussi utilisé pour le transport de celles-ci. Par extension, elle signifie aussi le véhicule, normalement un camion, qui ramasse et transporte les ordures à la décharge. Le camion à ordures, camion-poubelle/camion poubelle est donc un véhicule spécifiquement conçu pour la collecte et le transport mécanique des ordures ménagères et des déchets volumineux. Il s'agit d'un des principaux outils modernes au service de la collecte et du ramassage des détritus.

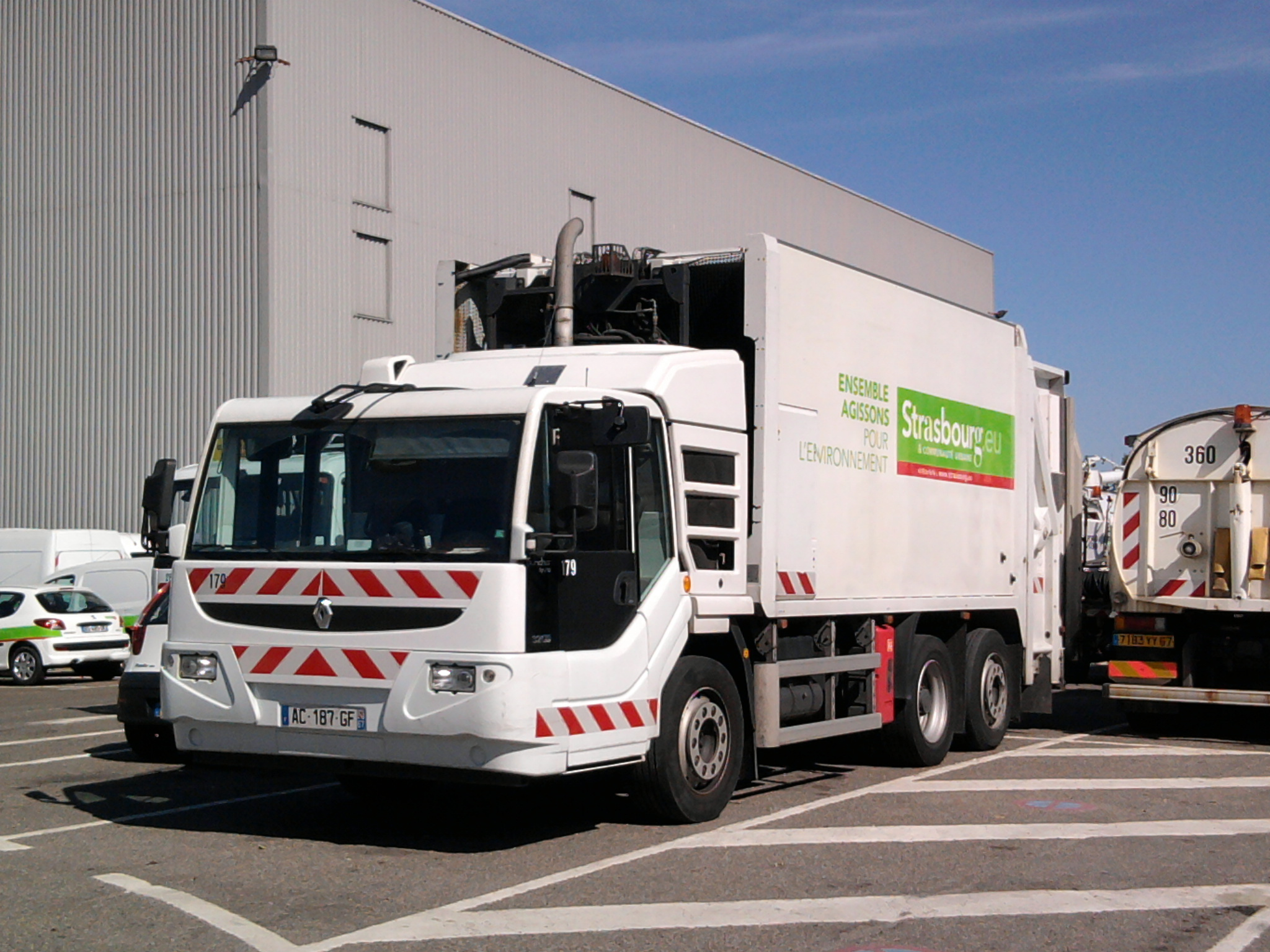
Benne à ordures ménagères Renault Puncher.
- Un camion poubelle collecte de façon automatisée les ordures ménagères.

Elle permet de charger rapidement, puis de libérer dans une décharge ou un lieu d'incinération, toutes sortes d'ordures et de déchets. Ce camion peut servir pendant longtemps et être nettoyé tous les jours sans se détériorer. Les bennes à ordures ménagères sont souvent équipées d'un rotor broyeur qui fragmente et compresse les ordures.
Certaines versions récentes de ces
camions poubelles sont bâties de manière à n'être utilisées que par un seul individu; le conducteur qui dirige lui-même le bras articulé depuis sa cabine.

## Histoire

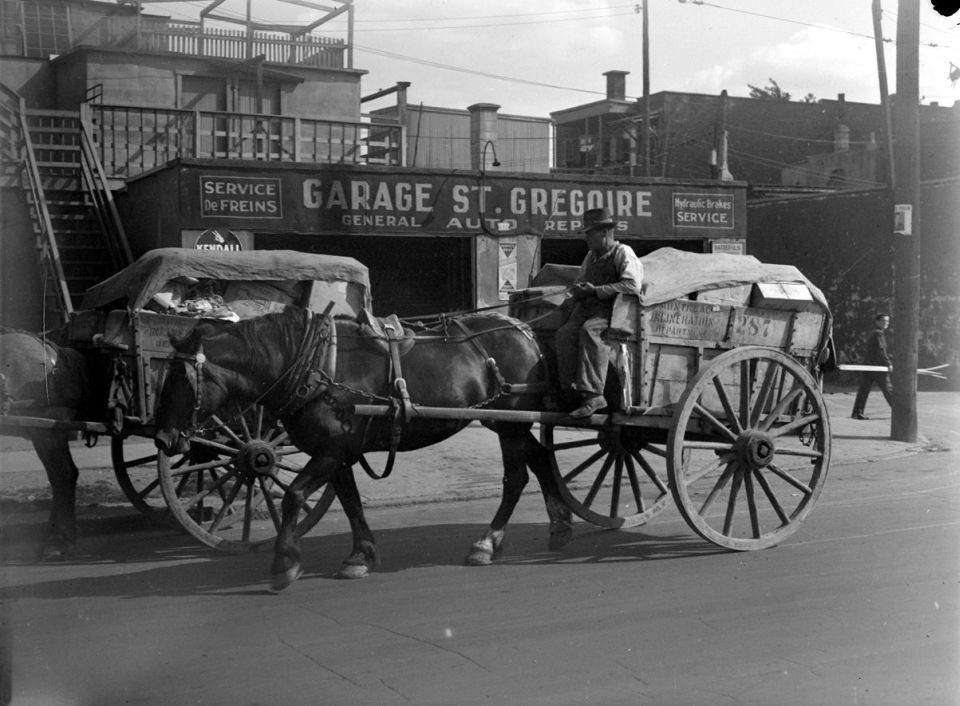
Une charrette du service d'incinération municipal de Montréal, au Canada, collectant les ordures en 1945.

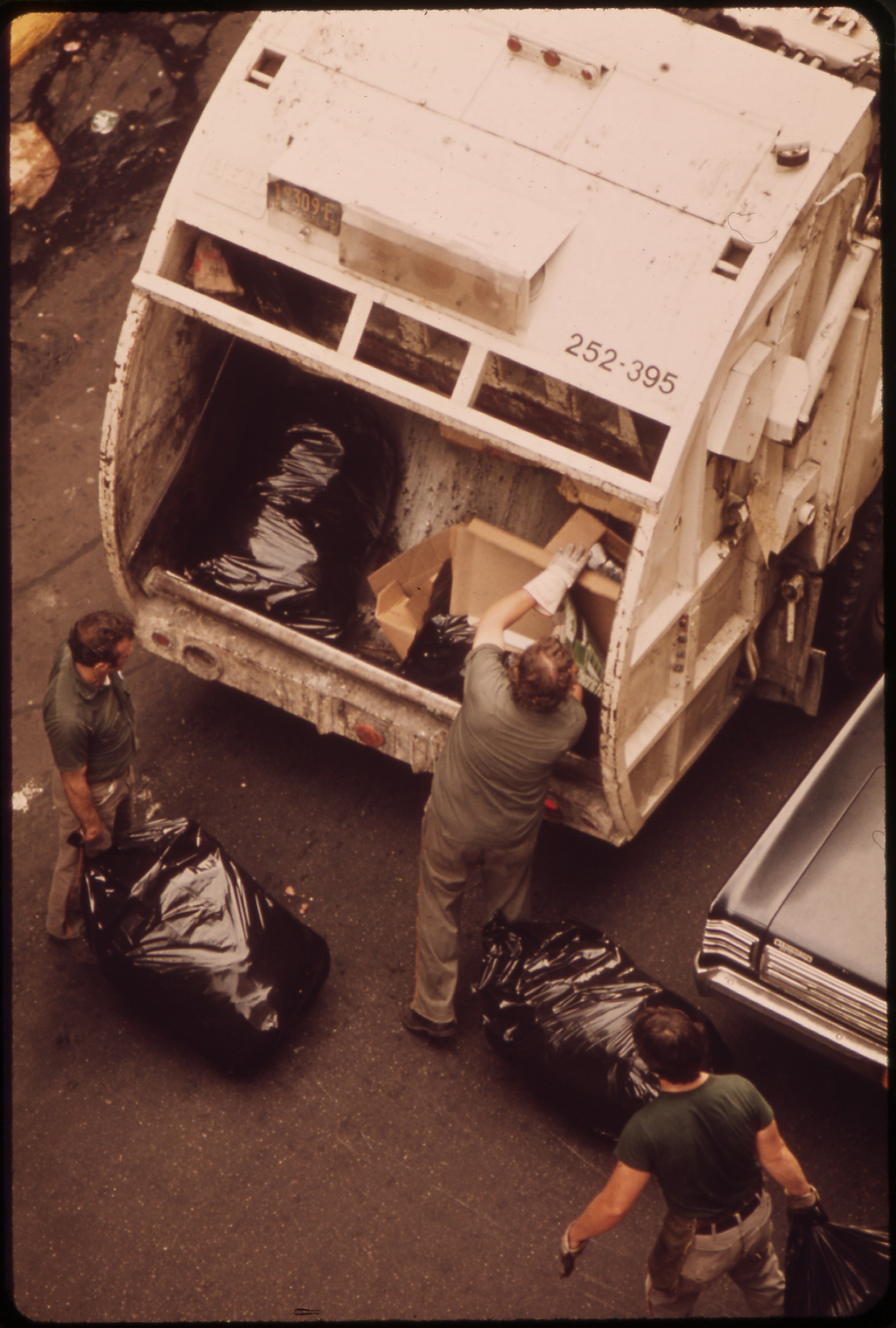
Arrière d'une benne à ordure compacteuse (Manhattan, 1973).

Antérieurement à l'invention de l'automobile, " l'ancêtre " des bennes à ordures ménagères consistait en un tombereau - une caisse montée sur roues dont le déchargement s'effectuait par l'arrière et dont le nom provenait du verbe " tomber " au sens ancien de " basculer " - tiré par des chevaux. L'engin disposait d'un couvercle pivotant selon un axe longitudinal afin de permettre aux éboueurs de le charger par le côté gauche ou le côté droit.
D'autres véhicules plus rustiques encore (par exemple la charrette du pelharot - ou pelharóc - à Toulouse) également hippomobiles servaient à récupérer des matériaux recyclables : papiers, peaux de lapin, ferrailles, bois, etc.
Il faudra attendre l'invention du tout-à-l'égout pour que se généralisent, dans les villes, des camions citernes équipés d'une pompe. Ces derniers auront alors pour fonction de vider « automatiquement » les fosses d'aisance, plutôt que de laisser ce travail à des travailleurs manuels qui intervenaient pendant la nuit.
Les premières bennes à ordures modernes ont été inventées aux États-Unis en 1938, avec le Load Packer de la société Garwood, la première benne capable de tasser les ordures grâce à une presse hydraulique, ce qui doublait sa capacité.
Le premier modèle de benne à chargement par l'avant pour bac standard de grande taille a été commercialisé aux États-Unis en 1955. Ces modèles n'y sont pas devenus populaires avant les années 1970 ; ils ne sont pas répandus en Europe.

## Technique

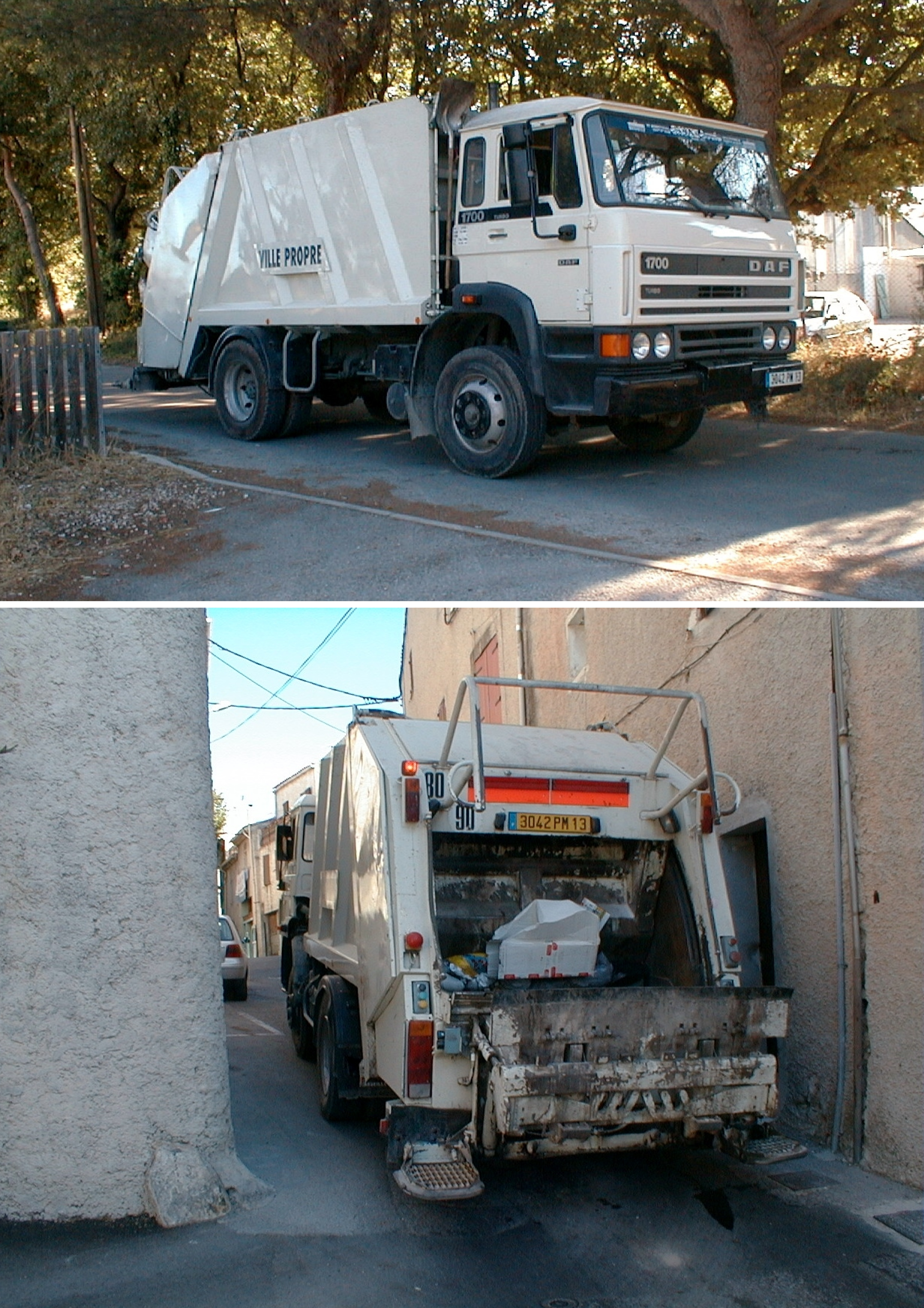
Benne Sita BSP 10m3 sur porteur DAF 1700 Turbo (Eguilles, 1999)

Les bennes sont des camions adaptés à la récupération des ordures ménagères. Elles sont pourvues d'un système de récupération automatique adapté au bac.
Certaines disposent d'un système « pesage et ordinateur embarqués » (POEM).
De nouvelles bennes bicompartimentées (« Bi-comp ») permettent la collecte simultanée de deux types d'ordures, ordures ménagères et déchets recyclables, l'avantage étant de permettre un seul passage de camion dans les communes ayant pour pratique le tri sélectif.
Il existe différents types de chargement sur les bennes :
- arrière : mode de collecte classique (98 % du parc en France) ;
- frontale (très peu utilisée en France) ;
- latérale : le chauffeur est seul dans son véhicule au moyen d'un joystick, il commande un bras muni d'une pince ou d'un peigne ;
- avec grue installée à l'arrière de la cabine ou sur la benne : nécessite des bacs enterrés mais seulement le chauffeur comme opérateur.

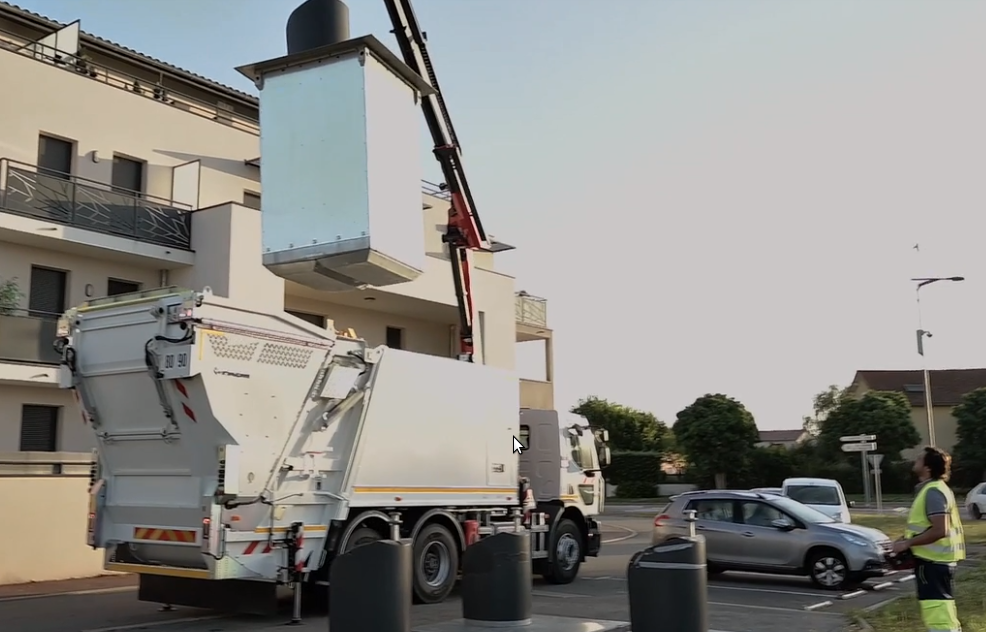
Bacs enterrés pour ordures ménagères

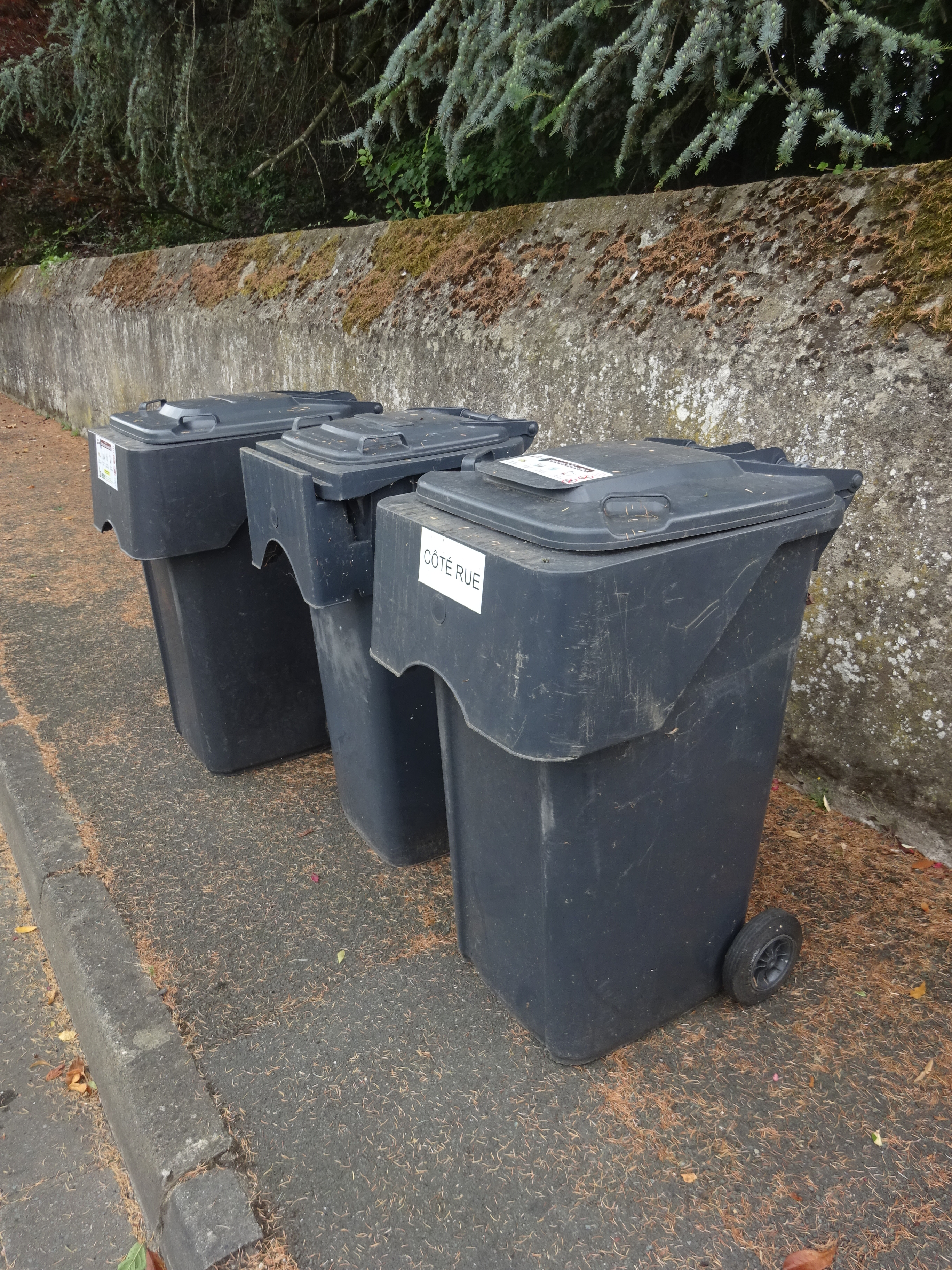
Sur certains modèles à chargement automatique il est demandé aux usagers de placer la poubelle avec un côté spécifique au niveau de la voie où circule la benne

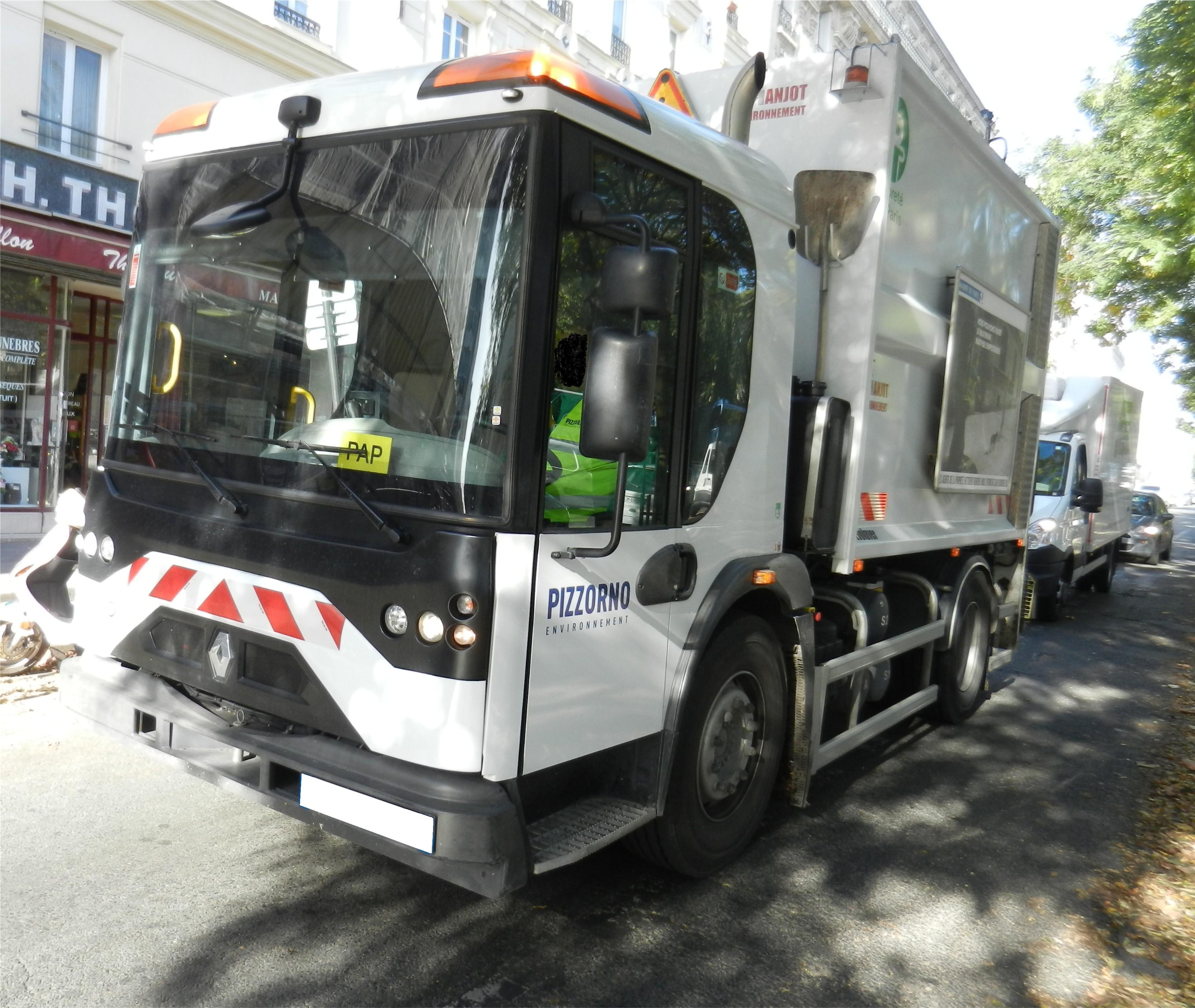
Benne à ordures ménagères à Paris

Selon l'arrêté du 18 mars 2002 relatif aux émissions sonores dans l'environnement des matériels destinés à être utilisés à l'extérieur des bâtiments, c'est un « véhicule conçu pour la collecte et le transport des déchets domestiques et des déchets volumineux, le chargement étant réalisé manuellement ou par conteneurs. Il peut être équipé d'un mécanisme de compactage. Il se compose d'un châssis-cabine sur lequel est fixée la carrosserie. Il peut être équipé d'un lève-conteneur ».

### Constructeurs
Parmi les constructeurs de bennes à ordures ménagères, on retrouve principalement les suivants
- AMS
- Concepts et Collectivités
- Eurovoirie
- Geesink Norba
- Flli Mazzocchia
- HidroMak
- Imma Global
- Iride
- Karba[3]
- NeXtra
- Faun/PB Environnement[4]
- Ros Roca SA
- Sita
- Packmat System
- Zöller-Kipper
  - Farid
  - Haller
  - Semat

Benne à chargement latéral à pince.

La benne à ordures ménagères est adaptée par son constructeur sur le châssis du camion. On les retrouve très souvent sur des châssis-cabine Renault avec les modèles Midlum, Premium, mais les constructeurs Iveco (base Eurotech), MAN, DAF, Scania, Mercedes-Benz et Volvo sont aussi présents.
Il existe également des micro-bennes à ordure sur base de véhicule Piaggio faisant moins de 1,5 mètre de large et pouvant décharger dans des bennes de 26 tonnes. Ce modèle conçu par Concepts et Collectivités permet l'accès à des rues piétonnes ou impasses trop étroites pour des véhicules conventionnels.
Depuis, d'autres constructeurs ont également intégré dans leur gamme ce type de véhicule comme Faun/PB Environnement.

## Situations particulières

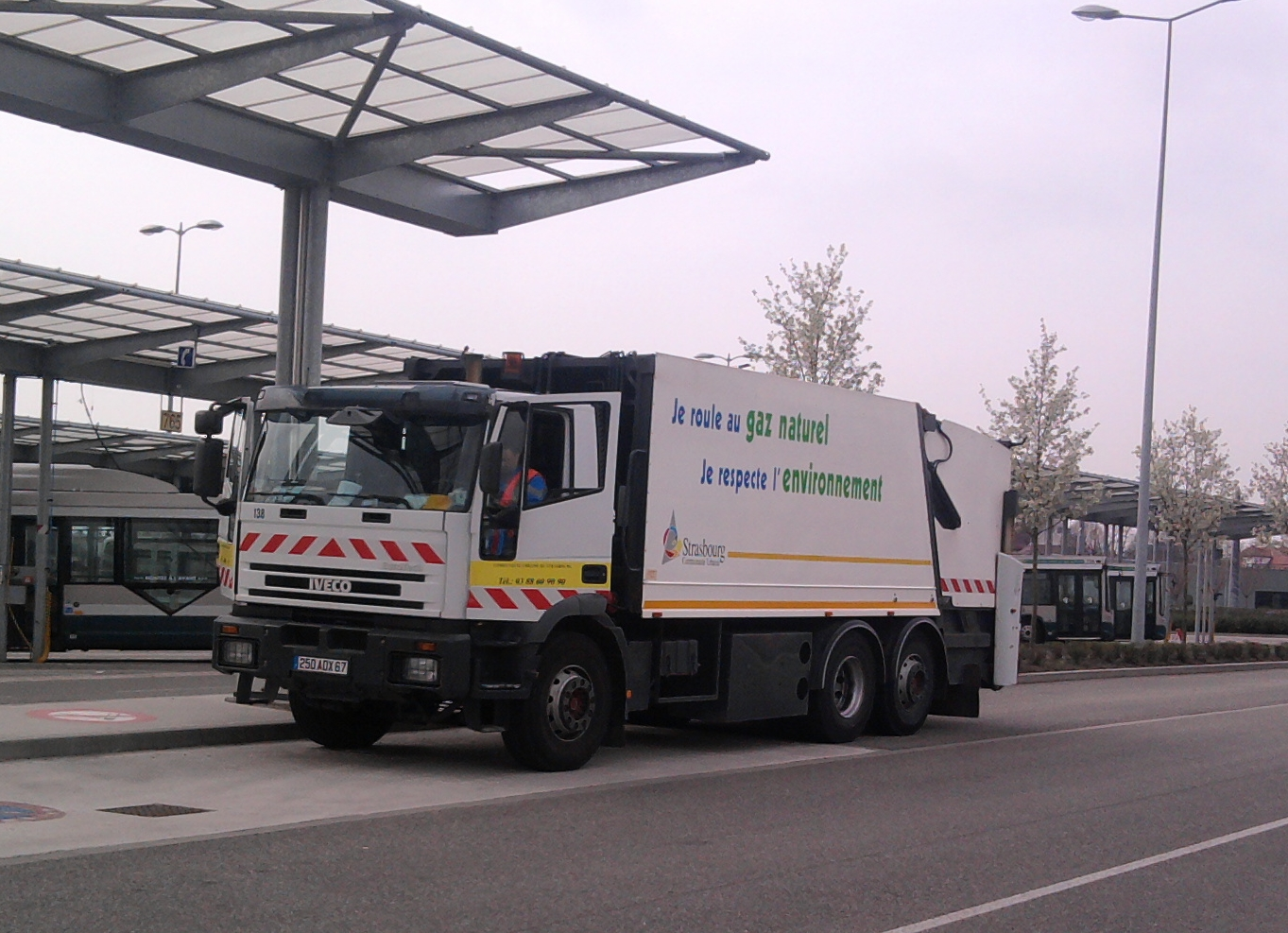
Camion IVECO EuroTech au gaz naturel circulant à Strasbourg

Les bennes à ordures ménagères sont à présent le plus souvent gérées par les services municipaux et / ou les structures de coopération intercommunales :
- À Courbevoie (Île-de-France), la première benne à ordures ménagères électrique de marque PVI est entrée en service en mai 2011[5].
- La ville de Paris dispose de 435 bennes à ordures ménagères, dont 117 roulant au gaz naturel pour véhicules (GNV)[6].
- À Strasbourg, la Communauté Urbaine de Strasbourg fait rouler des Iveco Eurotech au GNV, mais ils ne représentent cependant pas la majorité du parc (sur une flotte totale de plus de 80 engins)
- Les bennes de la communauté d'agglomération de Poitiers roulent au diester.
- À Montpellier, onze bennes sur une flotte totale de trente véhicules roulent, elles aussi au GNV. La gestion est assurée par le groupe Nicollin[7].
- À Rouen, la société COVED possède également des bennes à ordures ménagères qui roulent au GNV. Elle dispose également de micro BOM de type "hornet" (Concepts et collectivités) pour les accès difficiles.